# Импотенција
Импотенција је немогућност мушкарца да обезбеди задовољавајућу сексуалну активност. Док се у ужем смислу, полна немоћ мушкарца за обављање полног чина, услед органских или психолошких узрока, који трајно онемогућавају постизања и одржања задовољавајуће ерекције, означава као еректилна дисфункција, дотле се у најопштијем смислу, појмом импотенција може означавати и неспособност, или немоћ мушкарца у духовном, стваралачком, или неком другом смислу.
Импотенција се може манифестовати као потпуна неспособност постизања ерекције (ако она траје дуже од три месеца), или је њена неконзистентност или способност одржавања ерекције само краткотрајна (пролазна).
Сваки поремећај који утиче на нормалну циркулацију крви у мушком полном уду, може бити потенцијални узрок импотенције. Као најчешћи узроци наводе се они који су физичке природе, болести, повреда или нежељених дејстава лекова.
Иако импотенција није примарно последица старења (јер само старење не узрокује импотенцију), њена учесталост ипак расте са процесом старења: тако да око 5% мушкараца у петој деценији живота и 15-25% мушкараца старијих од 65 година пати од овог проблема.
Мушку импотенцију такође треба разликовати од неплодности и преране ејакулације. Наиме мушкарац који не може одржати ерекцију, може у сваком другом погледу бити способан за оплодњу. Такође прерану ејакулацију, код које оргазам настаје сувише брзо да би се задовољио неки од партнера, треба разликовати од импотенције.
Начин лечења зависи од специфичности проблема који је узроковао импотенцију. Зато је први корак у терапији еректилне дисфункције дефинисање узрока, ако је то могуће, а затим доношење одлуке о најједноставнијем и најмање ризичном начину решења овог проблема.

## Синоними
За импотенцију користе се и ови називи: еректилна дисфункција, ерекцијска дисфункције, поремећаји ерекције.
За импотенцију медицинска струка највише користи израз еректилна дисфункција, да би њиме означила сталну неспособност мушкарца да одржи задовољавајућу ерекцију довољну за полни однос.
Еректилну дисфункцију треба разликовати од осталих проблема који онемогућавају полни однос, због нпр. смањене сексуалне жеље и проблема са ејакулацијом и оргазмом.

## Епидемиологија
Процењује се да отприлике 1 од 10 мушкараца старости између 21 и 75 година има проблеме са еректилном дисфункцијом. Од умерених и тешких облика импотенције болује 5-20% свих мушкараца .Према подацина из 1948. године од ЕД патило је:
- 1% мушкараца млађих од 19 година
- 3% мушкараца млађих од 45 година
- 7% мушкараца млађих од 55 година
- 25% мушкараца млађих од 75 година

Каснија истраживања, из 1970-их у 1980-тих, показују да се учесталост овог стања повећава са годинама и наводе да је од ЕД патило:
- 8% мушке популације старости 55 година или мање
- 25% мушке популације старости око 65 година
- 55% мушке популације старости око 75 година
- 75% мушке популације старије од 80 година.

## Етиопатогенеза
Општи став медицинске струке који је владао током 20. века да су узроци импотенције психолошке природе значајно се промени. Бројна истраживања утврдила су да је 70-80% случајева импотенција органски узрокована, хипоксијом или недостатком кисеоника због недовољног доток крви у мушки уд у бројним а поремећајима као што су; атеросклероза (на првом месту), компликације шећерне болести, простатектомија (хируршко уклањање простате) и примена лекова. Еректилну дисфункцију могу изазвати и оштећења нерава у уду или малој карлици и недовољан ниво хормона у крви.
Психолошки узроци импотенције
Еректилна дисфункција чешће је узрокована психолошким проблемима у млађих особа, док је код старијих мушкараца она обично узрокована физичким проблемима.
Данас медицина сматра да бројна негативна емотивна стања, повезана са импотенцијом, заправо настају као пропратна појава наведених органских промена, највероватније као реакција на искуство импотенције него као њен узрок.
Како велике број физичких и психолошких стања може довести до еректилне дисфункције, краткотрајне периоде импотенције треба сматрати само нормалном појавом попут обичне прехладе.
Органски узроци импотенције
Како је за ерекцију уда потребан низ предуслова, она може бити последица читавог низа предуслова који укључују и нервне импулсе у мозгу, кичменој мождини, подручју полног уда и одговор у мишићима, фиброзним ткивима, венама и артеријама у и око кавернозних тела.
Оштећења артерија, глатких мишића и фиброзног ткива, узрокована разним болестима, чест су узрок импотенције. Еректилна дисфункција је честа код болесника са срчаном инсуфицијенцијом.
Током оперативног захвата (простатектомија) може доћи до повреде нерава и артерија у близини пениса, што резултује импотенцијом.
Повреда пениса, кичмене мождине, простате, мокраћне бешике и мале карлице могу бити један од чинилаца за настанак импотенције, ако је током повреде дошло до оштећења нерава, глатких мишића, артерија и фиброзних ткива кавернозног тела.
Лековима узрокована импотенција
Импотенција може настати и као последица нежељеног дејства многих лекова: антихипертензива, антидепресива, транквилизатора (средстава за умирење), препарата за смањење апетита и циметидина (антиулкусно средство).
Остали узроци импотенције
Други потенцијални узроци импотенције су; пушење које утиче на циркулацију крви у венама и артеријама, хормонални поремећаји (нпр снижен ниво тестостерона), хронична злоупотреба алкохола.

## Терапија
Еректилна дисфункција је честа код болесника са срчаном инсуфицијенцијом и треба је лечити применом инхибитора фосфодиестеразе В, уколико болесници не узимају нитрате. Инхибитори фосфодиестеразе В су код ових болесника показали клиничку ефикасност и повољне хемодинамске ефекте. Неопходна је опрезност у њиховој примени код болесника са хипертрофичном кардиомиопатијом и срчаном инсуфицијенцијом, јер је у неким студијама показано погоршање опструкције излазног тракта леве коморе под њиховим деловањем.

### Новине у терапији
На годишњем конгресу Европског удружења уролога (ЕАУ) 8. априла 2024. године први пут је приказана дигитална апликација за мобилне телефоне која може побољшати еректилну функцију.
Према новом истраживању представљеном на овом конгресу истраживачи су развили 12-недељни, самостални програм за лечење еректилне дисфункције (ЕД). Програм се испоручује на мобилне уређаје пацијената и подстиче кориснике да раде кардиоваскуларне тренинге, вежбе за карлично дно и физиотерапију. Такође особама са ЕД пружа информације о овом поремећају, сексуалној терапији и управљању стресом. Применом ове апликације штеди се време лекарима јер кроз њу пацијенти посредно од лекара добијају детаљна објашњења и смернице.
Овај облик лечења ЕД кроз физичку активност и/или промене у начину живота препоручује се и у актуелним европским смерницама, јер је она према истраживањима до сада није била добро успостављена у клиничкој пракси.